# Stazione di Sant'Ilario Sangro
La stazione di Sant'Ilario Sangro era una stazione ferroviaria della ferrovia Sulmona-Isernia, posta alla quota di 1036 m s.l.m., in Fonte Sant'Ilario, località di Castel di Sangro. Aveva la peculiarità di non avere strade di accesso, escludendo sentieri di montagna, in quanto, pur essendo aperta al traffico viaggiatori, la sua importanza primaria era un'altra: gestione del servizio ferroviario.

## Storia
La stazione entrò in funzione nel 1897 con l'apertura al traffico viaggiatori della tratta Cansano-Isernia. Fu realizzata con lo scopo di spezzare la lunga tratta tra Roccaraso e Alfedena (di 16+440 km), dando la possibilità di effettuare incroci ferroviari (considerando la velocità delle locomotive a vapore), di garantire il rifornimento idrico delle locomotive a vapore ed eventualmente funzionare da ricovero in caso di forti nevicate: possedeva infatti un deposito viveri. Posta ad una quota molto elevata rispetto a Castel di Sangro (1036 m s.l.m.) e lontano da centri abitati, la sua importanza è venuta meno con la velocizzazione del tracciato e con la definitiva sostituzione della trazione a vapore per i treni merci.
Il 7 agosto 1984, dopo la rimozione del binario di precedenza, la stazione venne declassata a fermata; tuttavia rimase ancora presenziata per alcuni anni. In seguito, anche se qualche treno continuava ancora a fermarsi, fu soppressa verso la metà degli anni novanta per totale inutilità. Nel 2002 è stata cancellata dal Fascicolo Orario 108/CI. Versa in uno stato di totale abbandono, invasa dalle erbacce.

## Strutture e impianti
Prima del declassamento al rango di fermata, avvenuto nel 1984, la stazione possedeva due binari, uno di corretto tracciato che, contrariamente al resto delle stazioni sulla linea, era quello più vicino alla stazione, un binario di precedenza ed un binario tronco. Essendo la ferrovia Sulmona-Isernia gestita in dirigenza unica, la stazione era retta da assuntore, i cui compiti erano quelli di aprire i due segnali di protezione ad ala posti agli ingressi della stazione ad un'ora prestabilita, contribuire alla pulizia della stazione ed espletare servizio di biglietteria. Il fabbricato viaggiatori ospita la biglietteria, la sala d'attesa e il deposito bagagli. La stazione era dotata di una torre dell'acqua e di una colonna idraulica per le locomotive a vapore.

## Movimento
La stazione non ha mai visto un grande numero di viaggiatori, data la posizione scomoda e praticamente inaccessibile; del resto i comuni della valle in basso erano collegati con le stazioni di Alfedena-Scontrone, Montenero Valcocchiara e Castel di Sangro. Tuttavia per alcuni anni dopo la riapertura alcune persone preferivano prendere il treno da Sant'Ilario per risparmiare sul prezzo del biglietto, poiché la stazione distava da Castel di Sangro 15 km di binario.

## Servizi
La stazione disponeva dei seguenti servizi:
- Biglietteria a sportello
- Sala d'attesa
- Deposito bagagli
- Servizi igienici